# James Cimino
James E. Cimino (ur. w 1928 w Bronx, w Nowym Jorku) – amerykański lekarz specjalizujący się w nefrologii, ze szczególnym naciskiem na hemodializę i medycyną paliatywną. Wprowadził przetokę dializacyjną do podłączenia sztucznej nerki w celu przeprowadzenia hemodializy. Jednocześnie zajmując się medycyną terminalną stworzył model ośrodka opieki paliatywnej, który był wzorcem dla tego typu placówek w świecie, oraz był twórcą Instytutu Opieki Paliatywnej w Szpitalu Calvary w Bronx.

## Życiorys
Cimino urodził się jako Giacomo Cimino w 1928 w Bronx w Nowym Jorku, jako syn Ernesta i Rose Cimino. Po zmianie imienia na "James" (choć wszyscy nazywali go "Jack") i uczęszczaniu do Stuyvesant High School, ukończył na New York University studia licencjackie. Następnie uczęszczał do New York University-Bellevue School of Medicine, gdzie poznał i poślubił absolwentkę pielęgniarstwa Dorothy Naperkoski. W 1954 przeprowadzili się do Buffalo w stanie Nowy Jork, gdzie ukończył staż i rezydenturę w zakresie chorób wewnętrznych w Memorial Hospital. Podczas pobytu w Buffalo urodziła im się pierwsza trójka dzieci. Tam Cimino zaciągnął się do Sił Powietrznych Stanów Zjednoczonych i przeniósł rodzinę do Orlando na Florydzie, gdzie służył przez dwa lata jako szef służb medycznych, osiągając stopień kapitana.
Następnie rodzina przeniosła się do Valhalla w stanie Nowy Jork, gdzie Cimino otworzył praktykę lekarską (z profesjonalną pomocą swojej żony) i pełnił różne funkcje w Bronx Veterans Administration (VA) Hospital, Calvary Hospital (również w Bronx) i kilku lokalnych szpitalach, jednocześnie powiększając rodzinę o troje kolejnych dzieci.
W 1966 Cimino kierował zespołem, który opracował  i wprowadził przetokę tętniczo-żylną do dializy, która do dzisiaj pozostaje wiodącą metodą w świecie wypierając metodę zastosowaną wcześniej przez  Beldinga Scribnera.
W 1962 kierując się potrzebami chorych w stanie terminalnym zrezygnował z wielu funkcji w innych ośrodkach i skoncentrował się na leczeniu paliatywnym. W 1964 rozpoczął współpracę z prowadzonym przez siostry Dominikanki szpitalem Calvary (Calvary Hospital - New York City - Bronx), którego w 1968 został dyrektorem medycznym. Pod jego kierownictwem szpital została przekształcony w wyspecjalizowaną instytucję, w której pacjenci terminalni mogli godnie umrzeć, która wpłynęła na ruch hospicyjny w Stanach Zjednoczonych i za granicą. Calvary Hospital był jedynym w kraju w pełni akredytowanym szpitalem specjalistycznym zajmującym się wyłącznie opieką paliatywną nad dorosłymi pacjentami z zaawansowaną chorobą nowotworową, za co otrzymał nagrodę. W 1994 rozszerzył misję Calvary o edukację studentów medycyny i techników opieki nad chorymi na raka, tworząc Instytut Opieki Paliatywnej, w którym pełnił funkcję dyrektora do przejścia na emeryturę w 2003 i kontynuował nauczanie na krótko przed śmiercią. 
Zmarł w domu w Valhalla 11 lutego 2010.

## Rodzina
Był żonaty z absolwentką pielęgniarstwa Dorothy Naperkoski i mieli sześcioro dzieci.